# Classificació agroclimàtica de Papadakis
La classificació agroclimatòlogica de Papadakis, elaborada per Juan Papadakis, és un sistema de tipificació dels climes definits segons els conreus que s'hi poden fer.
Essent ja conegudes les necessitats climàtiques de les plantes amb els seus mínims i òptims de temperatura, exigències en humitat, etc., s'adjudica a cada localitat un nom, normalment el d'un conreu important, per al seu període càlid (estiu) i un altre nom per al seu període fred (hivern). A més es classifiquen els llocs segons el règim d'humitat (pluviometria total i distribució mensual) i del conjunt en surt un "Règim Tèrmic" determinat.
Així per exemple Barcelona té un hivern del tipus "Ci" de "Citrus" (amb un hivern adequat pel conreu dels cítrics) i un estiu del tipus "O" d'"Oryza" (amb un estiu on seria possible el conreu de l'arròs). El règim d'humitat és "Me" "mediterrani sec". El Règim Tèrmic que li correspon segons la classificació de Papadakis és "Marítim temperat".
Als Països Catalans les localitats amb hiverns del tipus "Citrus" s'estenen pel litoral, més a l'interior solen ser del tipus Av (civada)i encara més freds a alta muntanya. Pel que fa als estius, cap al sud es troben estius "g" (cotó) però n'hi ha més per tot el territori del tipus "O" (arròs). A la muntanya mitjana, com que no fa gaire calor, ja són del tipus M (blat de moro-dacsa)i a l'alta muntanya ja són del tipus blat o del tipus Polar o més freds.

## Tipus d'hivern segons la classificació de Papadakis
- Equatorial possibilitat de conreu del cacau i les plantes més sensibles al fred. En realitat no hi ha una diferència entre hivern i estiu.
- Tropical possibilitat de conreus no tan exigents en temperatura: bananes, cafè, etc.
- Citrus Se subdivideix en Citrus tropical i citrus no tropical. Adequat per als cítrics.
- Avena subdividit entre Avena càlid i Avena fresc. Indica que la civada sembrada a la tardor resistirà el fred de l'hivern.
- Triticum Amb tres subdivisions segons la intensitat del fred. Indica que el blat aguantarà les glaçades pròpies d'aquest tipus d'hivern (fins a 29 sota zero.
- Primavera Indica que fa tan fred que els cereals no aguanten l'hivern i s'han de sembrar a la primavera.

## Tipus d'estiu segons la classificació de Papadakis
- Gossypium Amb un estiu prou càlid per permetre el conreu del cotó
- Cafeto És un estiu tropical amb una alçada suficient per a fer baixar en cert gru la temperatura nocturna i ésser així adequat per a plantacions de cafè
- Oryza Amb suficient calor per a fer arròs
- Mays El mínim suficient per al conreu de blat de moro o dacsa
- Triticum suficient calor per al blat
- Polar càlid Vegetació forestal necessita que almenys 4 mesos hi hagi temperatures màximes per sobre dels 10 graus. És el de la (taigà) Polar fred Sense arbres propi de la (tundra)ártica i subàrtica
- Frigid (casquet glacial)
- Andinoalpí (pastures d'alta muntanya)

## Règims d'humitat segons la classificació de Papadakis
- Humit tots els mesos són humits
- Mediterrani Subdividit en humid, sec o semiàrid. La pluja d'hivern supera la d'estiu
- Montsònic No són humits ni mediterranis, la pluja principalment a l'estiu
- Estepari Massa sec per a ser montsònic i massa humid per a ser desèrtic
- Desèrtic Sense cap mes humid
- Isohigro-semiàrid Té més humitat que el desèrtic però no tant com l'estepari.